# إحصائيات وأرقام قياسية في بطولة أمم أوروبا
بطولة أمم أوروبا لكرة القدم هي بطولة كرة القدم الرئيسية للمنتخبات في أوروبا، لتحديد بطل أوروبا. تقام البطولة منذ إنشائها تحت إشراف الاتحاد الأوروبي لكرة القدم، حيث تقام البطولة مرة كل أربع سنوات، مند بدايتها في عام 1960، وتحديداً بعد سنتين من إقامة بطولة كأس العالم لكرة القدم. تم تغيير اسم البطولة من كأس أمم أوروبا، لكن في بطولة أمم أوروبا 1968، تم تغير اسم البطولة ليصبح بطولة أمم أوروبا.

## نبذة عامة

### الدول

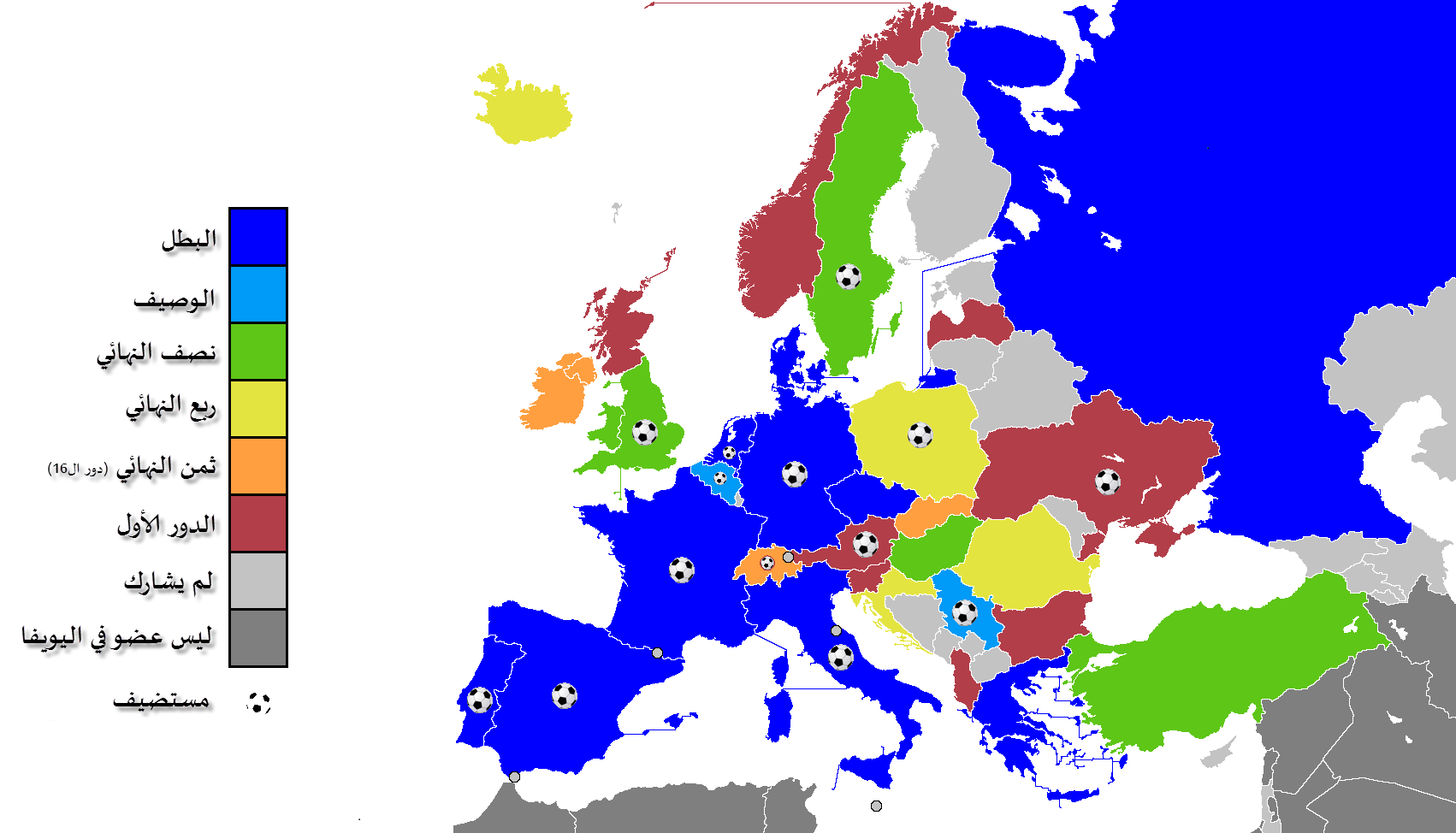
المنتخبات المشاركة في نسخ البطولة المختلفة حسب نتائجها.

شهدت النسخ الخمسة عشر السابقة تتويج 10 منتخبات مختلفة باللقب. سيطرت كل من ألمانيا وإسبانيا وفرنسا على منافسات بطولة أمم أوروبا، حيث فازت المنتخبات الثلاث بما مجموعه 8 بطولات من أصل 15 بطولة أقيمت حتى نسخة بطولة أمم أوروبا 2016، بينما فازت باقي المنتخبات بـ 7 ألقاب فقط. أكثر المنتخبات تتويجاً هما ألمانيا وإسبانيا حيث فاز كل منهما باللقب في 3 مناسبات (فازت ألمانيا باللقب في 1972، 1980، 1996، بينما فازت إسبانيا باللقب في 1964، 2008، 2012)، ثم تأتي فرنسا ثالثاً برصيد بطولتين (1984 و2000).
لكن إذا كان ولابد اختيار أنجح منتخب في تاريخ البطولة، فمن المؤكد سيكون هو المنتخب الألماني، فبالإضافة لكونه أكثر من توُّج باللقب، كذك هو أكثر من احتل الوصافة في 6 مناسبات (أعوام 1972، 1976، 1980، 1992، 1996، 2008)، هو أكثر الفرق تحقيقاً للوصافة بالمناصفة مع منتخب الاتحاد السوفيتي في 3 مناسبات (حقق ألمانيا الوصافة في 1976، 1992، 2008. بينما حقق الاتحاد السوفيتي الوصافة أعوام 1964، 1972، 1988). كذلك هو أكثر من أنهى البطولة من ضمن المراكز الأربعة الأولى في 9 مناسبات (أعوام 1972، 1976، 1980، 1988، 1992، 1996، 2008، 2012، 2016). وهو أكثر المنتخبات إنهاءاً للبطولة وهو من ضمن المراكز الثمانية الأولى في 10 مناسبات (أعوام 1972، 1976، 1980، 1984، 1988، 1992، 1996، 2008، 2012، 2016). يذكر أن المنتخب الهولندي هو أكثر المنتخبات تحقيقاً للمركز الثالث/الرابع، حيث حقق المركز في 4 مناسبات (أعوام 1976، 1992، 2000، 2004). بينما أكثر من حقق المركز الخامس/السادس هو المنتخب الإنجليزي في 4 مناسبات (أعوام 1980، 1988، 1992، 2004، 2012). بهكذا إنجازات، يصبح المنتخب الألماني أكثر المنتخبات مشاركة في تاريخ البطولة حيث شارك في 12 بطولة من أصل 15 بطولة (لم يغب عن البطولة منذ 1972).

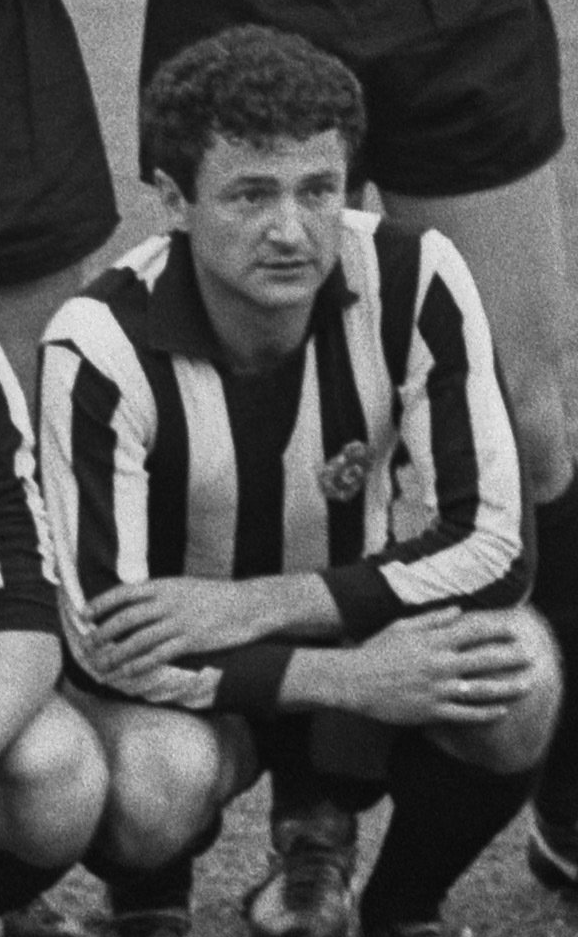
اليوغوسلافي ميلان غاليتش هو أول هدف سًجِّلَ في تاريخ بطولة أمم أوروبا.

المنتخب الإسباني هو المنتخب الوحيد الذي استطاع الفوز بلقبين متتاليين وكان ذلك في نسختي (2008، 2012). أما المنتخب الألماني فهو المنتخب الوحيد الذي استطاع التأهل لثلاث نهائيات متتالية وكان ذلك في نسخ (1972، 1976، 1980). بينما منتخب الاتحاد السوفيتي هو الوحيد الذي احتل أحد المراكز الأربعة الأولى في 4 مناسبات متتالية (في أعوام 1960، 1964، 1968، 1972). هنالك 3 منتخبات فقط استطاعت الفوز البطولة على أرضها؛ وهي إسبانيا (في 1964) وإيطاليا (في 1968) وفرنسا (1984). بينما هنالك 4 منتخبات فقط استطاعت الفوز البطولة في أول مشاركة لها في تاريخها؛ وهي الاتحاد السوفيتي (في 1960)، إسبانيا (في 1964)، إيطاليا (في 1968)، ألمانيا الغربية (في 1972).
بالمجمل، أكثر المنتخبات لعباً للمباريات هو المنتخب الألماني برصيد 49 مباراة، وهو أيضاً أكثرهم فوزاً بـ 26 فوزاً، بينما أكثر المنتخبات خسارة للمباريات هما المنتخب الروسي والمنتخب الدنماركي مناصفة برصيد 14 خسارة، وأكثر المنتخبات تعادلاً هو المنتخب الإيطالي برصيد 16 تعادل. أكثر المنتخبات تسجيلاً للأهداف هو المنتخب الألماني حيث سجل 72 هدفاً، وهو كذلك أكثر المنتخبات استقبالاً للأهداف برصيد 48 هدفاً، بينما أقل المنتخبات تسجيلاً للأهداف هم؛ المنتخب النرويجي والمنتخب اللاتفي والمنتخب ألباني برصيد هدف واحد فقط.
على مستوى المباريات، أكثر مواجهة حدثت في تاريخ البطولة؛ كانت بين منتخب إسبانيا ومنتخب إيطاليا حيث تواجها في 6 مناسبات مختلفة (أعوام 1980، 1988، 2008، 2012 (مرتين)، 2016). أما أكثر مواجهة حدثت في نهائي البطولة كانت بين بين منتخب ألمانيا/منتخب ألمانيا الغربية ومنتخب تشيكوسلوفاكيا/منتخب التشيك حيث تواجها مرتين (1976، 1996). منتخب إسبانيا ومنتخب ألمانيا هما المنتخبين الوحيدين اللذان شاركا في إحدى البطولات دون تلقي أي هزيمة، وقد حدث ذلك في 4 مناسبات (منتخب ألمانيا في أعوام 1972، 1976، 1980، 1996. ومنتخب إسبانيا في أعوام 1964، 1996، 2008، 2012). بينما يعتبر المنتخب البرتغالي أكثر المنتخبات لعبًا مع بطل البطولة؛ وقد حدث ذلك في 5 مناسبات (1984، 2000، 2004 (مرتين)، 2012).

### اللاعبون
أول هدف سًجِّلَ في تاريخ بطولة أمم أوروبا كان بواسطة سجله اليوغسلافي ميلان غاليتش، ضمن مباراة منتخب بلاده ضد منتخب فرنسا في افتتاح كأس أمم أوروبا 1960. أكثر اللاعبين تسجيلاً للأهداف في بطولة أمم أوروبا هو البرتغالي كريستيانو رونالدو الذي سجل 14 هدفاً خلال 25 مباراة في 5 نسخ مختلفة (من 2004 ولغاية 2020). يليه الفرنسي ميشيل بلاتيني الذي سجل 9 أهداف (خلال نسخة واحدة-نسخة 1984)، بالمناصفة مع كذلك يعتبر الفرنسي ميشيل بلاتيني أكثر اللاعبين تسجيلا للأهداف في بطولة واحدة (9 أهداف خلال 5 مباريات في نسخة 1984 وبمعدل 1.45 هدف لكل مباراة). أكثر اللاعبين تسجيلاً لهاتريك في مباراة واحدة هو الفرنسي ميشيل بلاتيني حبث سجل هاتريكين في بطولة أمم أوروبا 1984، وهو أيضاً الوحيد الذي سجل هاتريكين متتالين خلال تاريخ البطولة.
أسرع هدف تم تسجيله في تاريخ البطولة كان من نصيب الروسي دميتري كيريتشينكو، حيث سجل هدفه بعد 67 ثانية من بداية اللقاء ضد منتخب اليونان في يورو 2004. أصغر اللاعبين تسجيلاً هو السويسري يوهان فونلانتين عندما سجل وعمره 18 سنة و141 ويوماً ضد منتخب فرنسا في يورو 2004، بينما أكبر من سجل هو النمساوي إيفيكا فاستيك عندما سجل وعمره 38 سنة و257 ويوماً ضد منتخب بولندا في يورو 2008. أما من ناحية الهاتريك، فقد لاقى منتخب يوغوسلافيا الأمرين، فقد استقبل خلال تاريخه في البطولة 3 هاتريكات، وسُجل ضدهم 3 أرقام قياسية بهذا الصدد؛ فأسرع هاتريك كان من نصيب الفرنسي ميشيل بلاتيني في يورو 1984، وأصغر من سجل الهاتريك كان الألماني ديتر مولر في يورو 1976 وهو بعمر ال22 سنة و77 يوماً، وأيضاً كان أكبر من سجل الهاتريك هو الفرنسي ميشيل بلاتيني بعمر ال28 سنة و364 يوماً ضد منتخب يوغوسلافيا في يورو 1984.
وعلى صعيد المباريات النهائية، استطاع ثلاثة لاعبين ألمان من تسجيل هدفين في إحدى المباريات النهائية؛ فسجل غيرد مولر هدفين ضد منتخب الاتحاد السوفيتي في بطولة 1972، وسجل هورست هروبيش هدفين ضد منتخب بلجيكا في بطولة 1980، بينما سجل أوليفر بيرهوف هدفين ضد منتخب التشيك في بطولة 1996. الإيطالي بييترو أناستازي هو أصغر لاعب أحرز هدفاً في نهائيات بطولة أمم أوروبا، حينما سجل في شباك مرمى المنتخب اليوغوسلافي في نهائي يورو 1968 وهو بعمر 20 سنة و64 يوماً، بينما يعتبر الألماني بيرند هولسنباين هو أكبر اللاعبين عمراً، حيث سجل ضد منتخب تشيكوسلوفاكيا في نهائي يورو 1976 وهو بعمر 30 سنة و 103 أيام. شهد نهائي يورو 2012 والذي فاز فيه المنتخب الإسباني على المنتخب الإيطالي بنتيجة 4–0، العديد من الإرقام القياسية. فهذه المباراة أعتبرت من أكثر المباريات النهائية التي شهدت عدد من الأدهداف (بالمناصفة مع نهائي يورو 1976 والذي انتهى فيه الوقت الأصلي بالتعادل 4-4), كذلك شهد اللقاء تسجيل أكبر عدد من الأهداف لفريق واحدة وأكبر فارق عددي بين نتيجة الفريقين في تاريخ نهائيات بطولة أمم أوروبا. يذكر أن الألماني راينر بونهوف هو اللاعب الوحيد الذي شارك في 3 نهائيات متتالية (1972-1980).
أكثر اللاعبين مشاركة في تاريخ البطولة هو البرتغالي كريستيانو رونالدو حيث شارك في 25 لقاء، يليه الألماني باستيان شفاينشتايغر برصيد 18 لقاء، ثم الإيطالي جانلويجي بوفون برصيد 17 لقاءاً. كذلك يعتبر البرتغالي كريستيانو رونالدو أكثر اللاعبين مشاركة حسب عدد الدقائق التي لعبها، حيث شارك في 2,063 دقيقة (خلال 2004–2020). بينما أكثر اللاعبين فوزاً باللقاءات هم البرتغالي كريستيانو رونالدو (خلال 2004–2020) برصيد 12 فوزاً، ويليه الإسبانيين أندريس إنييستا وسيسك فابريغاس (2008–2016) برصيد 11 فوز. الإيطالي جانلويجي بوفون هو أكثر اللاعبين مشاركة كقادة لمنتخب بلادههم، حيث شارك 13 لقاءاً كقائد للمنتخب بلاده. أصغر اللاعبين مشاركة في تاريخ البطولة هو الهولندي ييترو فيليمز الذي شارك بعمر 18 عامًا و 71 يومًا ضد منتخب الدنمارك في 2012, بينما أكبر اللاعبين عمراً أثناء مشاركتهك في لببطولة هو المجرى غابور كيرالي والذي شارك بعمر 40 عامًا و 74 يومًا ضد منتخب بلجيكا في 2016. يذكر أن هنالك العديد من اللاعبين الذين شاركوا في 4 نسخ مختلفة من نسخ البطولة (17 لاعباً); لكن يبقى الحارس الإسباني إيكر كاسياس، الوحيد الذي استدعي في 5 بطولات (2000-2016، لكنه لم يشارك في 2000 و 2016).
علاوة على ذلك، يمتلك كاسياس أرقام فريدة جراء فوزه باللقب في يورو 2008 ويورو 2012. فقد أصبح أول حارس مرمى يرفع كأس بطولة أمم أوروبا بعد فوز منتخبه بالبطولة، وهو كذلك القائد الوحيد الذي توج باللقب لمرتين كقائد، وهو أيضاً الوحيد الذي توج باللقب كقائد لمرتين متتاليتين.

### المدربون

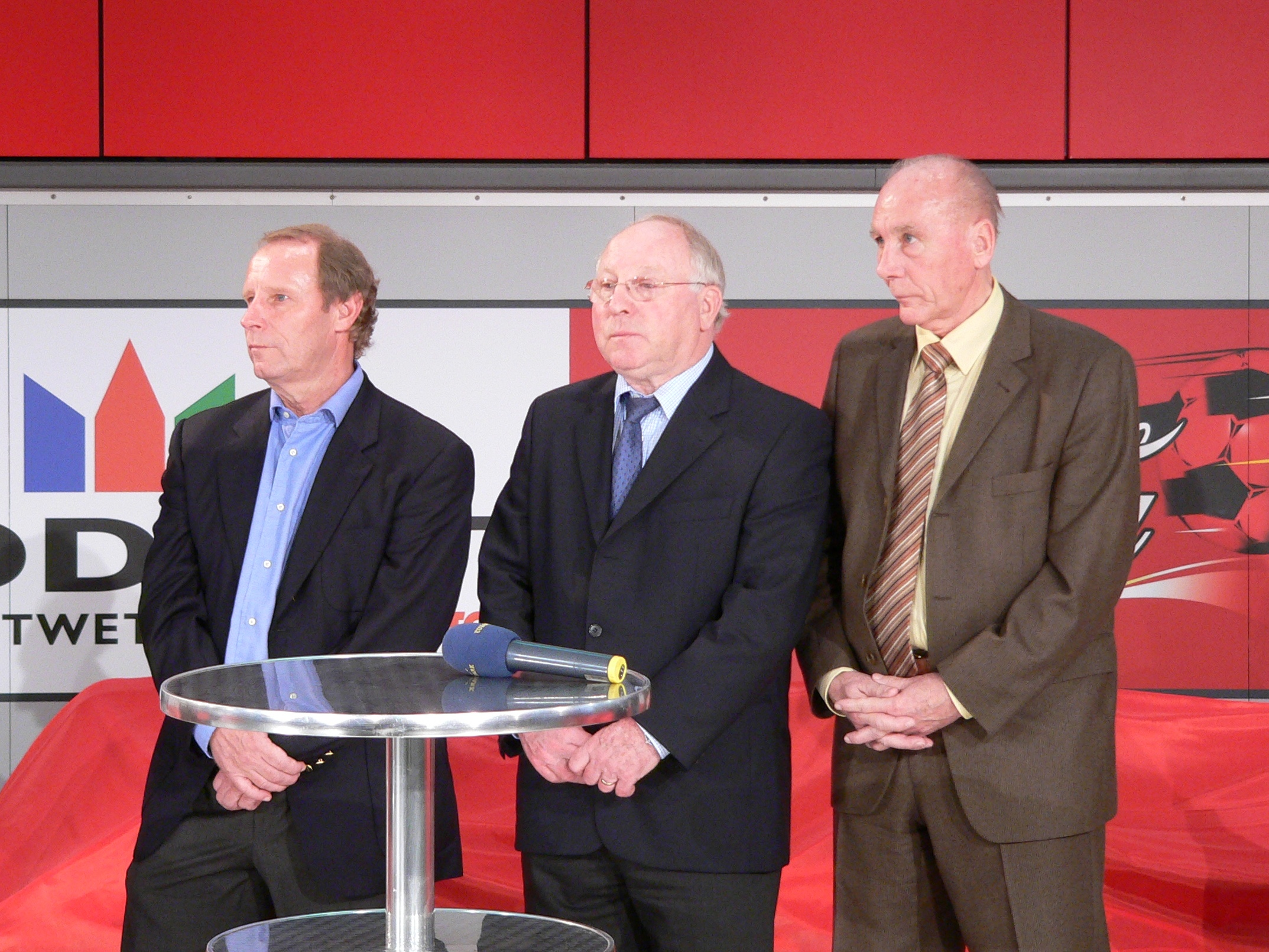
المدرب الألماني بيرتي فوغتس (اليسار) هو أكثر نجاحاً بشكل عام، حيث استطاع الفوز باللقب مرتين، المرة الأولى كلاعب مع منتخب بلاده في 1972، بينما المرة الثانية كمدرب للمنتخب الألماني في 1996.

خلال النسخ الخمسة العشر الماضية من بطولات كأس أمم أوروبا ولم يسبق لأي مدرب أن فاز باللقب أكثر من مرة واحدة. لكن يعتبر المدربون ذوو الجنسية الألمانية، الأكثر تتويجا بلقب أمم أوروبا على مدار تاريخها، بإجمالي 4 مدربين، 3 منهم كانوا على رأس منتخبات بلادهم، وهم هيلموت شون عام 1972، ويوب ديرفال عام 1980، وبيرتي فوغتس عام 1996، بينما توج الألماني أوتو ريهاجل باللقب عام 2004 مع المنتخب اليوناني.
وعلى صعيد الأرقام الشخصية، يعتبر الألماني يواخيم لوف أكثر المدربين مشاركة في كأس أمم أوروبا برصيد 17 مباراة مع منتخب ألمانيا خلال الفترة (2008–2016). بينما يعتبر السويدي لارس لاغربك أكثر المدربين مشاركة في البطولات، بعدما خاض غمار 4 بطولات مختلفة (مع منتخب السويد في 2000 و2004 و2008، ومع منتخب آيسلندا في 2016). يمتلك الفرنسي ديدييه ديشامب رقم قياسي فريد؛ فهو أكثر من شارك في البطولة، بعدما شارك في 20 لقاءاً بصفته لاعباً ومدرباً (كلاعب في 1992 و1996 و2000، وكمدرب في 2016). ويشترك كذلك ديدييه ديشامب مع الإيطالي دينو زوف بصفتهم أكثر من شاركوا في المباراة النهائية كلاعبين ومدربين، فشارك ديدييه ديشامب كلاعب في 2000 وكمدرب في 2016، بينما شارك دينو زوف كلاعب في 1968 وكمدرب في 2000. يعتبر الألماني يواخيم لوف أكثر المدربين المدربين فوزاً بواقع 11 انتصاراً مع المنتخب الألماني، بينما يعتبر كل من الفرنسي ميشيل هيدالغو (مع منتخب فرنسا في 1984) أكثر من حقق انتصارات متتالية برصيد 5 انتصارات بالمناصفة مع الإسطورة الهولندي رينوس ميتشيلز مبتكر طريقة الكرة الشاملة (مع منتخب هولندا في 1988–1992). لم يكتفي رينوس ميتشيلز بهذا الرقم، بل استطاع مشاركة الإسباني فيسنتي ديل بوسكي (مع منتخب إسبانيا في 2012–2016) في كونهم أكثر المدربين خوضاً للقاءات بدون أي خسارة برصيد 8 مباريات.
ومن الجدير بالذكر أن المدرب الألماني بيرتي فوغتس هو أكثر نجاحاً بشكل عام، حيث استطاع الفوز باللقب مرتين، المرة الأولى كلاعب مع منتخب بلاده في 1972، بينما المرة الثانية كمدرب للمنتخب الألماني في 1996. أكبر المدربين مشاركة في البطولة هو الإيطالي جوفاني تراباتوني (مدرب منتخب جمهورية أيرلندا) حيث كان عمره 71 سنة و 93 يوماً في المبارة التي جمعت منتخب جمهورية أيرلندا ومنتخب إيطاليا في 2012. بينما أصغر المدربين مشاركة هو السلوفيني سريتشكو كاتانيتس حيث كان عمره 36 سنة و 333 يوماً في المبارة التي جمعت منتخب يوغسلافيا ومنتخب سلوفينيا في 2000.

## قائمة أفضل الهدافين
- آخر تحديث كان في 15 يوليو 2024.
- البطولات التي بين قوسين، على سبيل المثال، (2008): هذا يعني بأن اللاعب لعب في البطولة ولم يُسجل أي هدف.
- بطولة أمم أوروبا 2024 لُعبت في عام 2021.

| الترتيب | اللاعب              | المنتخب                   | الأهداف | المباريات | متوسط الأهداف لكل مباراة | البطولات                             |
| ------- | ------------------- | ------------------------- | ------- | --------- | ------------------------ | ------------------------------------ |
| 1       | كريستيانو رونالدو   | البرتغال                  | 14      | 30        | 0.47                     | 2004، 2008، 2012، 2016، 2020، (2024) |
| 2       | ميشيل بلاتيني       | فرنسا                     | 9       | 5         | 1.80                     | 1984                                 |
| 3       | آلان شيرر           | إنجلترا                   | 7       | 9         | 0.78                     | (1992)، 1996، 2000                   |
| 3       | أنطوان غريزمان      | فرنسا                     | 7       | 17        | 0.41                     | 2016، 2020، (2024)                   |
| 3       | ألفارو موراتا       | إسبانيا                   | 7       | 17        | 0.41                     | 2016، 2020، 2024                     |
| 3       | هاري كين            | إنجلترا                   | 7       | 19        | 0.37                     | (2016)، 2020، 2024                   |
| 5       | باتريك شيك          | جمهورية التشيك            | 6       | 7         | 0.86                     | 2020، 2024                           |
| 5       | رود فان نيستلروي    | هولندا                    | 6       | 8         | 0.75                     | 2004، 2008                           |
| 5       | باتريك كلويفرت      | هولندا                    | 6       | 9         | 0.67                     | 1996، 2000، (2004)                   |
| 5       | واين روني           | إنجلترا                   | 6       | 10        | 0.60                     | 2004، 2012، 2016                     |
| 5       | تييري هنري          | فرنسا                     | 6       | 11        | 0.55                     | 2000، 2004، 2008                     |
| 5       | زلاتان إبراهيموفيتش | السويد                    | 6       | 13        | 0.46                     | 2004، 2008، 2012، (2016)             |
| 5       | روبرت ليفاندوفسكي   | بولندا                    | 6       | 13        | 0.46                     | 2012، 2016، 2020، 2024               |
| 5       | روميلو لوكاكو       | بلجيكا                    | 6       | 14        | 0.43                     | 2016، 2020، (2024)                   |
| 5       | نونو غوميش          | البرتغال                  | 6       | 14        | 0.43                     | 2000، 2004، 2008                     |
| 12      | سافو ميلوشيفيتش     | يوغوسلافيا                | 5       | 4         | 1.25                     | 2000                                 |
| 12      | ماركو فان باستن     | هولندا                    | 5       | 9         | 0.56                     | 1988، (1992)                         |
| 12      | ميلان باروش         | جمهورية التشيك            | 5       | 11        | 0.45                     | 2004، (2008)، (2012)                 |
| 12      | يورغن كلينسمان      | ألمانيا الغربية · ألمانيا | 5       | 13        | 0.38                     | 1988، 1992، 1996                     |
| 12      | فرناندو توريس       | إسبانيا                   | 5       | 13        | 0.38                     | (2004)، 2008، 2012                   |
| 12      | ماريو غوميز         | ألمانيا                   | 5       | 13        | 0.38                     | (2008)، 2012، 2016                   |
| 12      | زين الدين زيدان     | فرنسا                     | 5       | 14        | 0.36                     | (1996)، 2000، 2004                   |

الملاحظات
1. ↑  خارج هذه القائمة، هناك ثلاثة لاعبين لديهم نسبة متوسط الأهداف عالية جداً وهي هدفين لكل مباراة. وهم: ديتر مولر من ألمانيا الغربية (4 أهداف في مبارياتين في بطولة أمم أوروبا 1976)، غيرد مولر من ألمانيا الغربية (4 أهداف في مباراتين في بطولة أمم أوروبا 1972)، وديجو نوفاك من المجر (هدفين في مباراة واحدة في كأس أمم أوروبا 1964).

## قائمة أكثر اللاعبين مشاركة
- لعب اللاعبون المذكور في الجدول خمسة عشر مباراة على الأقل، الأمر الذي يتطلب المشاركة في ثلاث بطولات أوروبية على الأقل لتحقيق هذا الرقم.
- آخر تحديث 15 يوليو 2024.

| المنتخب  | اللاعب              | عدد المباريات | البطولات                                                   |
| -------- | ------------------- | ------------- | ---------------------------------------------------------- |
| البرتغال | كريستيانو رونالدو   | 30            | 2004 (6)، 2008 (3)، 2012 (5)، 2016 (7)، 2020 (4)، 2024 (5) |
| البرتغال | بيبي                | 24            | 2008 (4)، 2012 (5)، 2016 (6)، 2020 (4)، 2024 (5)           |
| ألمانيا  | مانويل نوير         | 20            | 2012 (6)، 2016 (6)، 2020 (4)، 2024 (5)                     |
| إنجلترا  | هاري كين            | 19            | 2016 (4)، 2020 (7)، 2024 (7)                               |
| ألمانيا  | توني كروس           | 19            | 2012 (4)، 2016 (6)، 2020 (4)، 2024 (5)                     |
| البرتغال | جواو موتينيو        | 19            | 2008 (4)، 2012 (5)، 2016 (6)، 2020                         |
| ألمانيا  | باستيان شفاينشتايغر | 18            | 2004 (3)، 2008 (5)، 2012 (5)، 2016 (5)                     |
| إيطاليا  | ليوناردو بونوتشي    | 17            | 2012 (6)، 2016 (5)، 2020 (6)                               |
| فرنسا    | أنطوان غريزمان      | 17            | 2016 (7)، 2020 (4)، 2024 (6)                               |
| إسبانيا  | ألفارو موراتا       | 17            | 2016 (4)، 2020 (6)، 2024 (7)                               |
| إيطاليا  | جانلويجي بوفون      | 17            | 2004 (3)، 2008 (4)، 2012 (6)، 2016 (4)                     |
| ألمانيا  | توماس مولر          | 17            | 2012 (5)، 2016 (6)، 2020 (4)، 2024 (2)                     |
| إسبانيا  | جوردي ألبا          | 16            | 2012 (6)، 2016 (4)، 2020 (6)                               |
| إيطاليا  | جورجيو كيلليني      | 16            | 2008 (3)، 2012 (5)، 2016 (4)، 2020 (4)                     |
| إسبانيا  | سيسك فابريغاس       | 16            | 2008 (6)، 2012 (6)، 2016 (4)                               |
| إسبانيا  | أندريس إنييستا      | 16            | 2008 (6)، 2012 (6)، 2016 (4)                               |
| البرتغال | روي باتريسيو        | 16            | 2012 (5)، 2016 (7)، 2020 (4)                               |
| فرنسا    | ليليان تورام        | 16            | 1996 (5)، 2000 (5)، 2004 (4)، 2008 (2)                     |
| هولندا   | أدوين فان در سار    | 16            | 1996 (4)، 2000 (4)، 2004 (5)، 2008 (3)                     |
| كرواتيا  | لوكا مودريتش        | 16            | 2008 (3)، 2012 (3)، 2016 (3)، 2020 (4)، 2024 (3)           |
| فرنسا    | هوغو لوريس          | 15            | 2012 (5)، 2016 (7)، 2020 (4)                               |
| البرتغال | ناني                | 15            | 2008 (3)، 2012 (5)، 2016 (7)                               |
| إسبانيا  | سيرخيو راموس        | 15            | 2008 (5)، 2012 (6)، 2016 (4)                               |
| إسبانيا  | دافيد سيلفا         | 15            | 2008 (5)، 2012 (6)، 2016 (4)                               |

المصادر:

## المدربون والقادة الفائزون باللقب
| النسخة | المنتخب          | المدرب              | القائد             |
| ------ | ---------------- | ------------------- | ------------------ |
| 1960   | الاتحاد السوفيتي | غافريل كاتشالين     | إيغور نيتو         |
| 1964   | إسبانيا          | خوسيه فيلالونغا     | فرناندو أوليفيلا   |
| 1968   | إيطاليا          | فيروتشو فالكاريدجي  | جاشينتو فاكيتي     |
| 1972   | ألمانيا          | هيلموت شون          | فرانتس بكنباور     |
| 1976   | تشيكوسلوفاكيا    | فاتسلاف ييزيك       | أنتون أوندروس      |
| 1980   | ألمانيا          | يوب ديرفال          | بيرنارد ديتز       |
| 1984   | فرنسا            | ميشيل هيدالغو       | ميشيل بلاتيني      |
| 1988   | هولندا           | رينوس ميتشيلز       | رود خوليت          |
| 1992   | الدنمارك         | ريتشارد مولر نيلسون | لارس أولسن         |
| 1996   | ألمانيا          | بيرتي فوغتس         | يورغن كلينسمان     |
| 2000   | فرنسا            | روجيه لومير         | ديدييه ديشان       |
| 2004   | اليونان          | أوتو ريهاغل         | ثيودوروس زاغوراكيس |
| 2008   | إسبانيا          | لويس أراغونيس       | إيكر كاسياس        |
| 2012   | إسبانيا          | فيسنتي ديل بوسكي    | إيكر كاسياس        |
| 2016   | البرتغال         | فرناندو سانتوس      | كريستيانو رونالدو  |
| 2020   | إيطاليا          | روبرتو مانشيني      | جورجيو كيليني      |
| 2024   | إسبانيا          | لويس دي لا فوينتي   | ألفارو موراتا      |

## وصلات خارجية
- الموقع الرسمي بطولة أمم أوروبا لكرة القدم